# Juli 1992
Portal Geschichte | Portal Biografien | Aktuelle Ereignisse | Jahreskalender | Tagesartikel

◄ |
19. Jahrhundert |
20. Jahrhundert
| 21. Jahrhundert

◄ |
1960er |
1970er |
1980er |
1990er
| 2000er | 2010er | 2020er | ►

◄ |
1988 |
1989 |
1990 |
1991 |
1992
| 1993 | 1994 | 1995 | 1996 | ►

◄ |
April 1992 |
Mai 1992 |
Juni 1992 |
Juli 1992 |
August 1992 |
September 1992 |
Oktober 1992 |
►
Dieser Artikel behandelt aktuelle Nachrichten und Ereignisse im Juli 1992.

## Tagesgeschehen

### Mittwoch, 1. Juli 1992
- London/Vereinigtes Königreich: Das Land übernimmt von Portugal den Vorsitz im Rat der Europäischen Union. Das Amt des Regierungschefs der EWG erhält John Major.[1]
- Sèvres/Frankreich: Das Internationale Büro für Maß und Gewicht fügt um 1.59 Uhr und 59 s Mitteleuropäischer Sommerzeit eine Schaltsekunde in die Koordinierte Weltzeit (UTC) ein. Störende Einflüsse auf Erdbahn und -rotation ohne UTC-Korrektur hätten zur Folge, dass sich die Erde nach 90 Jahren erst mit 60 s Verzögerung an der Stelle einer kompletten jährlichen Sonnenumrundung befände.[2]

### Freitag, 3. Juli 1992
- Prag/Tschechoslowakei: Als slowakische Abgeordnete der Föderalversammlung dem parteilosen Präsidenten der Republik Václav Havel ihre Stimme zur Wiederwahl vorenthalten, verliert das Staatsoberhaupt seine demokratische Legitimation für dieses Amt. Da der Streit über das zukünftige Zusammenleben zwischen Tschechen und Slowaken weiterhin ungelöst ist, kann über den Fortbestand der Republik und eine Wiederholung der Präsidentschaftswahl nur spekuliert werden. Havel bleibt vorerst im Amt.[3]

### Samstag, 4. Juli 1992
- London/Vereinigtes Königreich: Steffi Graf aus Deutschland gewinnt das Damen-Einzel-Turnier der Wimbledon Championships im Tennis durch einen Sieg im Finale gegen die 1973 in Jugoslawien geborene Amerikanerin Monica Seles. Es ist Grafs vierter Turniersieg.[4]

### Sonntag, 5. Juli 1992
- London/Vereinigtes Königreich: Andre Agassi aus den USA gewinnt das Herren-Einzel-Turnier der Wimbledon Championships im Tennis gegen Goran Ivanišević aus Kroatien in fünf Sätzen. Den Titel im Herren-Doppel gewinnen der Deutsche Michael Stich und der Amerikaner John McEnroe.[5][6]

### Montag, 6. Juli 1992
- München/Deutschland: Der 18. Wirtschaftsgipfel der Staatschefs der Gruppe der Sieben und eines Vertreters der EWG beginnt. Die Demonstrationen gegen das Treffen sind diesmal so massiv, dass „nicht einmal die Blaskapelle zu hören“ ist, die den Empfang der Gipfelteilnehmer begleitet, berichtet Münchens Polizeipräsident Roland Koller. Koller lässt die störenden Personen einkesseln und rund 500 Demonstranten verhaften.[7]

### Mittwoch, 8. Juli 1992
- München/Deutschland: Die Teilnehmer des Weltwirtschaftsgipfels der Gruppe der Sieben stellen in ihrer Abschlusserklärung fest, dass die Menschheit selten so gute Chancen auf andauernden Frieden, Schutz der Menschenrechte, Durchsetzung der Demokratie sowie Freihandel, Armutsbekämpfung und Schutz der Umwelt hatte wie im Moment nach der Überwindung des Ost-West-Konflikts.[8]
- Wien/Österreich: Thomas Klestil (ÖVP) wird als neuer Bundespräsident vereidigt. Er stellte seinen Wahlkampf unter den Slogan „Macht braucht Kontrolle“.[9]

### Montag, 13. Juli 1992
- Karlsruhe/Deutschland: Das Bundesverfassungsgericht bewertet die Anerkennung der Oder-Neiße-Linie als Grenze zwischen Deutschland und Polen als verfassungsgemäß. Sie wurde von den siegreichen Alliierten des Zweiten Weltkriegs 1945 festgelegt, vom Bundestag 1972 akzeptiert und am 14. November 1990 nach dem Ende der Deutschen Teilung bestätigt. Dagegen klagten elf Personen, die vor 1945 in den Ostgebieten des Deutschen Reiches zur Welt kamen und dann vertrieben wurden.[10]
- Neu-Delhi/Indien: Das Gremium der Wahlleute entscheidet sich bei der Wahl des neuen Präsidenten der Republik Indien für Shankar Dayal Sharma. Er ist das dritte Parteimitglied des Indischen Nationalkongresses in Folge, das zum Präsidenten bestimmt wird.[11]

### Dienstag, 14. Juli 1992
- Brüssel/Belgien: Der Rat der Staats- und Regierungschefs der Europäischen Gemeinschaften verabschiedet die Verordnung zum Schutz von geografischen Angaben und Ursprungsbezeichnungen für Agrarerzeugnisse und Lebensmittel.[12]

### Donnerstag, 16. Juli 1992
- Magdeburg/Deutschland: Der Landtag von Sachsen-Anhalt verabschiedet die Verfassung des Landes Sachsen-Anhalt.[13]
- New York/Vereinigte Staaten: Die Demokratische Partei nominiert den Gouverneur von Arkansas Bill Clinton als Herausforderer des republikanischen US-Präsidenten George Bush bei der Präsidentschaftswahl im November. Mit Vorwürfen wegen ehelicher Untreue, Militärdienstvermeidung und Drogenkonsums konfrontiert, betonte Clinton während der Vorwahlen bewusst wirtschaftliche Themen und prägte das Motto: „Es geht um die Wirtschaft, Dummkopf!“[14]

### Freitag, 17. Juli 1992

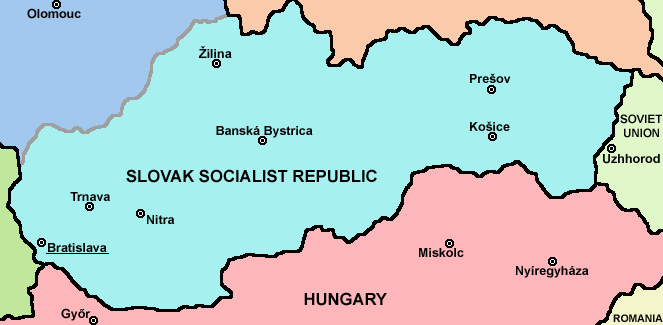
Türkis: Fläche der proklamierten Slowakischen Republik

- Bratislava/Tschechoslowakei: Das slowakische Parlament ruft die „Slowakische Republik“ aus. Sie soll dem Umfang der gleichnamigen Teilrepublik in der Dritten Tschechoslowakischen Republik entsprechen.[15]

### Donnerstag, 23. Juli 1992
- Berlin/Deutschland: Im Zuge der Privatisierung der Minol Mineralölhandel AG sowie der Raffinerie Leunawerke in Sachsen-Anhalt überträgt die Treuhandanstalt die Aktien beider Unternehmen an den französischen Mineralölkonzern Elf Aquitaine (98 %) sowie an die Thyssen Handels Union AG (2 %).[16]

### Samstag, 25. Juli 1992

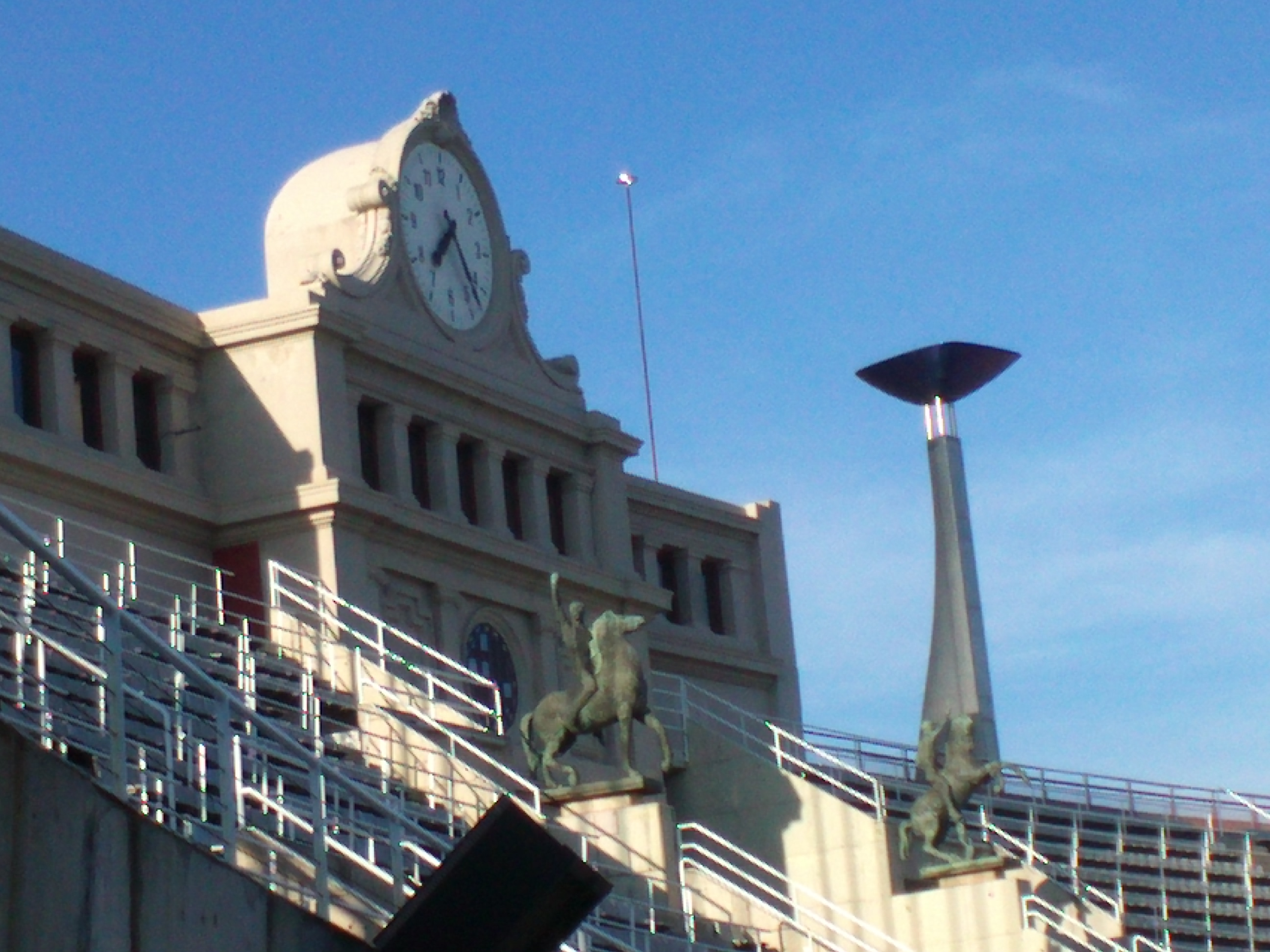
Olympiastadion Barcelona

- Barcelona/Spanien: Die XXV. Olympischen Sommerspiele werden eröffnet.[17]

### Sonntag, 26. Juli 1992
- Paris/Frankreich: Vorjahressieger Miguel Indurain aus Spanien gewinnt zum zweiten Mal die Rad-Rundfahrt Tour de France.[18]

### Mittwoch, 29. Juli 1992
- Moskau/Russische Föderation und Berlin/Deutschland: Nachdem Chile Erich Honecker das Gastrecht in seiner Botschaft in Moskau entzogen hatte, wird er nach Deutschland ausgeflogen, wo er in die Justizvollzugsanstalt Moabit in Berlin gebracht wird. Im Oktober wird das Hauptverfahren am Landgericht Berlin gegen Honecker eröffnet, in dem er sich wegen des Totschlags von 68 Mauertoten verantworten muss.[19]

### Freitag, 31. Juli 1992

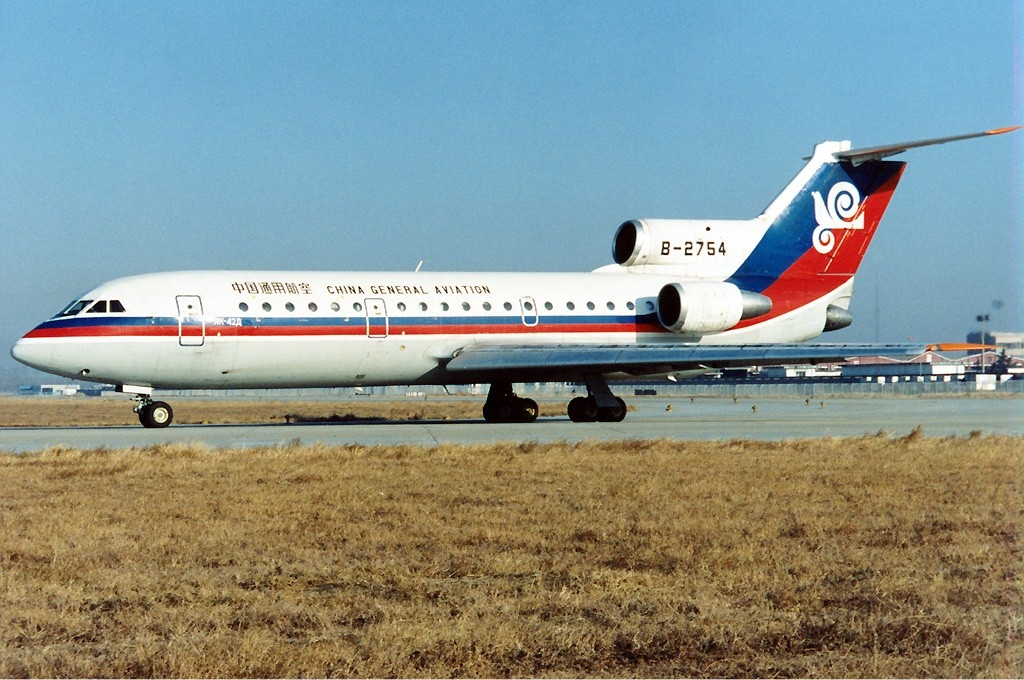
Jakowlew Jak-42

- Kathmandu/Nepal: Während sich die Piloten eines Airbus A310 der Fluggesellschaft Thai Airways und ein Fluglotse des Flughafens Kathmandu über einen technischen Defekt austauschen, der eine erfolgreiche Landung in Kathmandu praktisch verhindert, prallt die Maschine gegen einen Berg. Alle 113 Insassen kommen ums Leben.[20]
- Nanjing/China: Eine Jakowlew Jak-42D der Fluggesellschaft China General Aviation, Tochtergesellschaft von China Eastern Airlines, stürzt nach dem Abheben vom örtlichen Flughafen 600 m hinter der Startbahn in einen Teich. Dabei kommen 98 der 116 Passagiere und neun der zehn Besatzungsmitglieder ums Leben. Das Ziel der 1991 fertiggestellten Maschine war Xiamen.[21]
- New York/Vereinigte Staaten: Die Vereinten Nationen nehmen Georgien als neues Mitglied auf.[22]